# 马先蒿
马先蒿（学名：Pedicularis verticillata），又名玉山蒿草，为菊類植物脣形目列當科马先蒿属下的一个种。為台灣兩種馬先蒿屬中的一種。英文俗名為whorled lousewort，其中lousewort相傳為此類植物被攝食後會引發牲畜感染蝨子，其屬名Pedicularis意思為"與蝨子有關的"；而種小名verticillata則有渦旋、輪生之意。

## 形態特徵
半寄生多年生直立草本。
葉有柄，羽裂，狹長橢圓形至狹橢圓形，長10-30 mm，兩面疏被細柔毛。互生或3-5枚輪生。
花為輪繖花序，淡粉紅色至深紫色都有。萼壺形，歪斜，不規則2-5裂；花冠筒形，上唇兜帽狀，下唇3花瓣片具2褶唇；雄蕊4枚，二強雄蕊，位於上唇內，花藥兩兩相聯。雌蕊兩心皮合生，花柱一枚，子房上位中軸胎座。
果實為狹扁三角形蒴果，包在花萼內，胞背開裂。

## 分布
阿拉斯加、阿爾卑斯山系、青藏高原、台灣中高海拔山區等地均有分布。喜歡棲息在透光佳的森林邊緣、岩屑地或是開闊的道路邊坡。跟歐氏馬先蒿為少數廣泛分布的馬先蒿屬成員。

## 延伸阅读
[在维基数据编辑]
 《植物名實圖考·馬先蒿》，出自吳其濬《植物名實圖考》